# Ruunusaari
Ruunusaari är en ö i Finland. Den ligger i sjön Kerteselkä och i kommunen Jämsä i landskapet Mellersta Finland, i den södra delen av landet, 200 km norr om huvudstaden Helsingfors. Öns area är 2,4 hektar och dess största längd är 220 meter i sydöst-nordvästlig riktning.